# Formulation faible
En comparaison avec la formulation forte, la formulation faible est une autre manière d'énoncer un problème physique régi par des équations différentielles ou aux dérivées partielles.
Une solution forte du problème d’origine est également solution de la formulation faible. Une solution de cette dernière est naturellement appelée solution faible.
L’intérêt de cette approche est de pouvoir disposer de concepts et de propriétés de l’analyse fonctionnelle, en particulier ceux des espaces de Hilbert et de Sobolev.
Il est possible de prouver que certaines formulations faibles sont bien posées à l'aide du théorème de Lax-Milgram. La méthode des éléments finis est quant à elle une façon d'approcher numériquement des solutions faibles.
Une formulation faible des équations aux dérivées partielles qui s’exprime en termes d'algèbre linéaire dans le cadre d’un espace de Hilbert est une formulation variationnelle. À l’aide du théorème de Lax-Milgram, elle permet de discuter de l'existence et de l'unicité de solutions. La méthode des éléments finis se fonde sur une formulation variationnelle pour déterminer des solutions numériques approchées du problème d’origine.

## Formellement
Étant donné un opérateur différentiel R et une fonction f définie sur un ouvert Ω, la formulation forte du problème est la suivante :

Trouver u définie sur Ω vérifiant R(u) = f en tout point de Ω.
Une solution u est naturellement solution du problème suivant (formulation faible) :

Trouver u définie sur Ω vérifiant {\displaystyle \int _{\Omega }R(u)\ v=\int _{\Omega }f\ v} pour toute fonction v définie sur Ω.
Selon la nature du problème, des transformations équivalentes de cette dernière égalité (par exemple une intégration par parties) permettent de faire apparaître une forme symétrique ayant la nature d’un produit scalaire (ou d’un produit hermitien dans le cas de fonctions complexes). Les deux fonctions u et v appartiennent alors à un même espace fonctionnel. Dans ce cas, la formulation faible stipule que la solution u est une sorte de projection de f dans cet espace. C’est à ce stade du développement qu’intervient le théorème de Lax-Milgram.
D’autres contraintes sur la frontière de Ω (conditions aux limites) peuvent être imposées à u (et à v).

## Exemple
Dans le cadre d’un problème concret, le passage d’une formulation forte à faible est présenté dans le § « Cas organique » de l'article sur la méthode des éléments finis.

## Équation de Poisson
Pour un ouvert Ω de {\displaystyle \mathbb {R} ^{n}}, considérons l’espace L2(Ω) des fonctions de carré intégrable et l’espace de Sobolev Hk(Ω) des fonctions dont les dérivées partielles jusqu’à l’ordre k sont dans L2(Ω).
Étant donné une fonction {\displaystyle f\in L^{2}(\Omega )}, on cherche une solution du problème suivant (formulation forte) :
{\displaystyle {\begin{cases}u\in H^{2}(\Omega )\\-\Delta u=f{\text{ dans }}\Omega \\u=0{\text{ sur }}\partial \Omega \end{cases}}}
La formulation faible correspondante est la suivante :
{\displaystyle {\begin{cases}u\in H^{1}(\Omega )\\A(u,v)=F(v)\;\forall v\in H^{1}(\Omega )\mid v=0{\text{ sur }}\partial \Omega \\u=0{\text{ sur }}\partial \Omega \end{cases}}}
où {\displaystyle A(u,v)=\int _{\Omega }\nabla u\cdot \nabla v} et {\displaystyle F(v)=\int _{\Omega }fv.~}
Le théorème de Lax-Milgram permet ensuite de conclure à l’existence et à l’unicité d’une solution de la formulation faible.
À noter qu'une solution du premier problème est toujours solution du second, alors que la réciproque n'est pas vraie (une solution dans H1(Ω) peut ne pas être assez régulière pour être dans H2(Ω)) : c'est d'ailleurs pour cette raison qu'une solution de la formulation variationnelle est parfois appelée solution faible (ou encore semi-faible).
Avec des conditions de bord plus générales que celles présentées ici, ce problème est plus amplement développé dans le § « Formulation faible et solution » de l'article sur l'équation de Poisson.

## Note
- Cet article est partiellement ou en totalité issu de l'article intitulé « Formulation variationnelle » (voir la liste des auteurs).